# اوینگ، باکینگهام‌شر
اوینگ (به انگلیسی: Oving) یک روستا و محله مدنی در بریتانیا است که در ایلسبوری ویل واقع شده‌است. اوینگ ۴۷۸ نفر جمعیت دارد.